# Marriott's Grand Chateau
Le Marriott's Grand Chateau est un ensemble de gratte-ciel construits à Las Vegas dans l'État du Nevada aux États-Unis entre 2004 et 2014.
L'ensemble est composé de deux immeubles :
- Marriott's Grand Chateau 1 & 2, haut de 113 mètres pour 37 étages, construit entre 2004 et 2011. Les quatre premiers étages abritent un parking ; le reste des étages abrite 820 appartements meublés (serviced apartments) et il y a une piscine au sommet.

- Marriott's Grand Chateau 3, haut de 133 mètres pour 37 étages, construit entre 2012 et 2014. Il abrite un hôtel.

L'ensemble a été dessiné par l'agence d'architecture Bergman, Walls & Associates, Ltd. basée à Las Vegas.